# Gaetano Mercurio
Gaetano Mercurio (um 1730 in Palermo; † 1790 ebenda) war ein italienischer Maler des Spätbarock auf Sizilien.

## Leben
Nach einer ersten Ausbildung beim Kapuzinerpater, Schriftsteller und Maler Fedele Tirrito ging er nach Rom in die Werkstatt von Sebastiano Conca.
Einen ersten Hinweis auf seine künstlerische Tätigkeit gab es 1778, als er in Castelbuono mehrere Tafelbilder lieferte, so für die Chiesa Madre Maria und Johannes Ev. erscheinen dem Hl. Eligius und andere Heiligenbilder. Außerdem arbeitete er für die Chiesa SS. Crocefisso in Calatafimi, in Galati Mamertino, Chiaramonte Gulfi und für mehrere Kirchen in Palermo.
Seine Söhne Antonio (um 1750 bis um 1800) und Gioacchino Mercurio (1758 bis um 1808) arbeiteten in der väterlichen Werkstatt. Der dritte Sohn, Salvatore Mercurio, wurde Konsul der Zunft der Silberschmiede.
Der wichtigste Schüler Mercurios war Giuseppe Velasco.

## Werk (Auswahl)
- Gemälde Immacolata (1774) in der Chiesa Madre (Galati Mamertino)
- Letztes Abendmahl und allegorische Figuren (um 1770) in der Chiesa San Stanislao (Palermo)
- Heilige Familie, Geburt der Maria und San Francesco di Paolo in der Chiesa Santa Maria La Nova Chiaramonte Gulfi